# Matteo Superbi
Matteo Superbi (Finale Emilia, 14 gennaio 1969) è un dirigente sportivo ed ex calciatore italiano, di ruolo centrocampista, attuale direttore sportivo dell'Entella.

## Carriera

### Calciatore
Ha iniziato la sua carriera nella SPAL ed ha militato in Serie A con il Lecce.

### Dirigente
Dal 2008 è il direttore sportivo della Virtus Entella, società di Chiavari neopromossa in Serie D. Qui ritrova Matteo Matteazzi, suo compagno ai tempi della Carrarese e alla Lucchese, come responsabile del settore giovanile prima e come Direttore Generale poi. In sei stagioni riesce a portare la squadra ligure fino in Serie B nel 2014, anno del Centenario del club.

## Palmarès

### Club

#### Competizioni nazionali
- Serie C1: 1

Cesena: 1997-1998